# Temple de la Littérature de Cao Lãnh
Pour les articles homonymes, voir Temple de la Littérature.

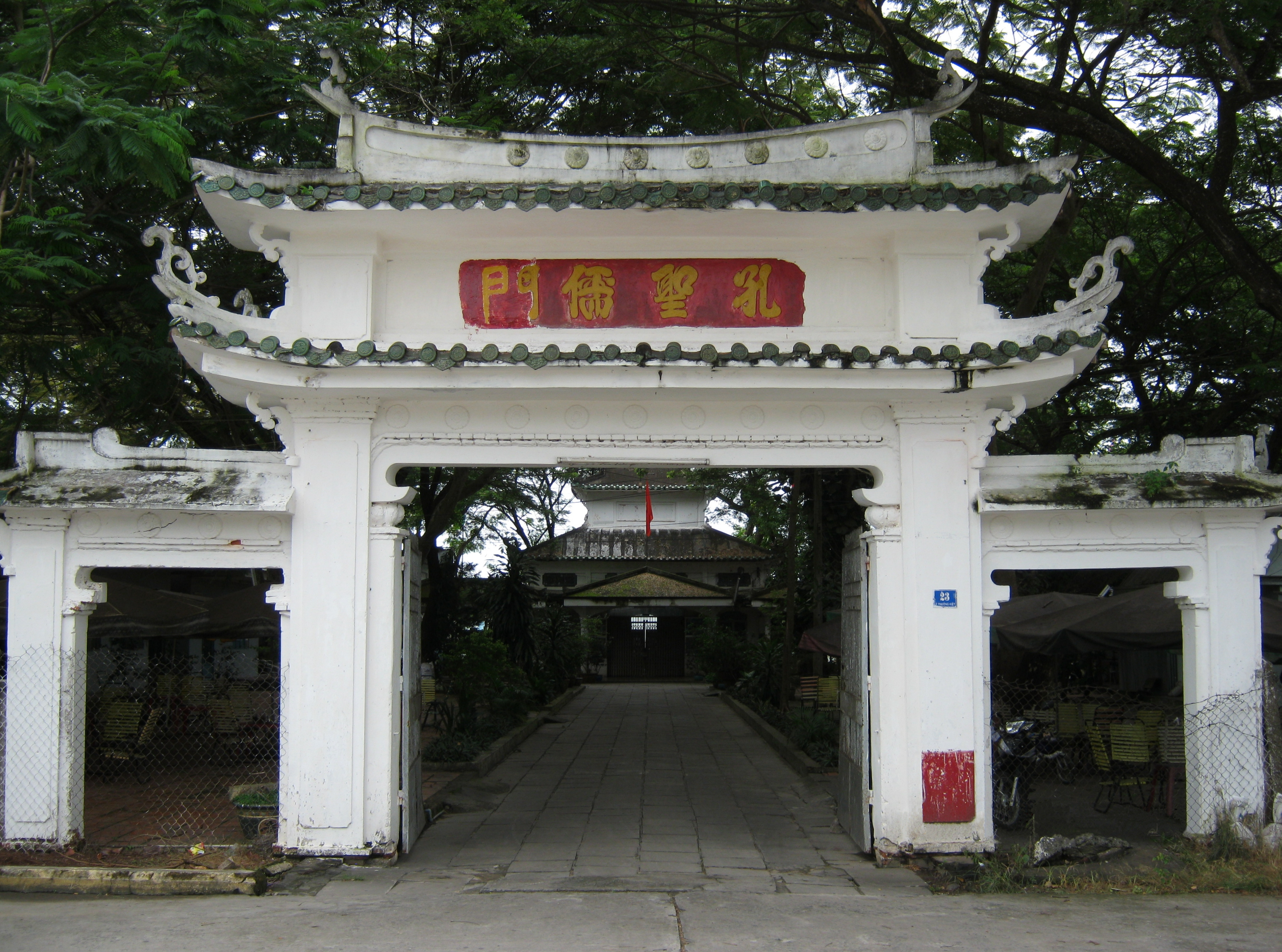
Entrée du temple de la Littérature de Cao Lãnh

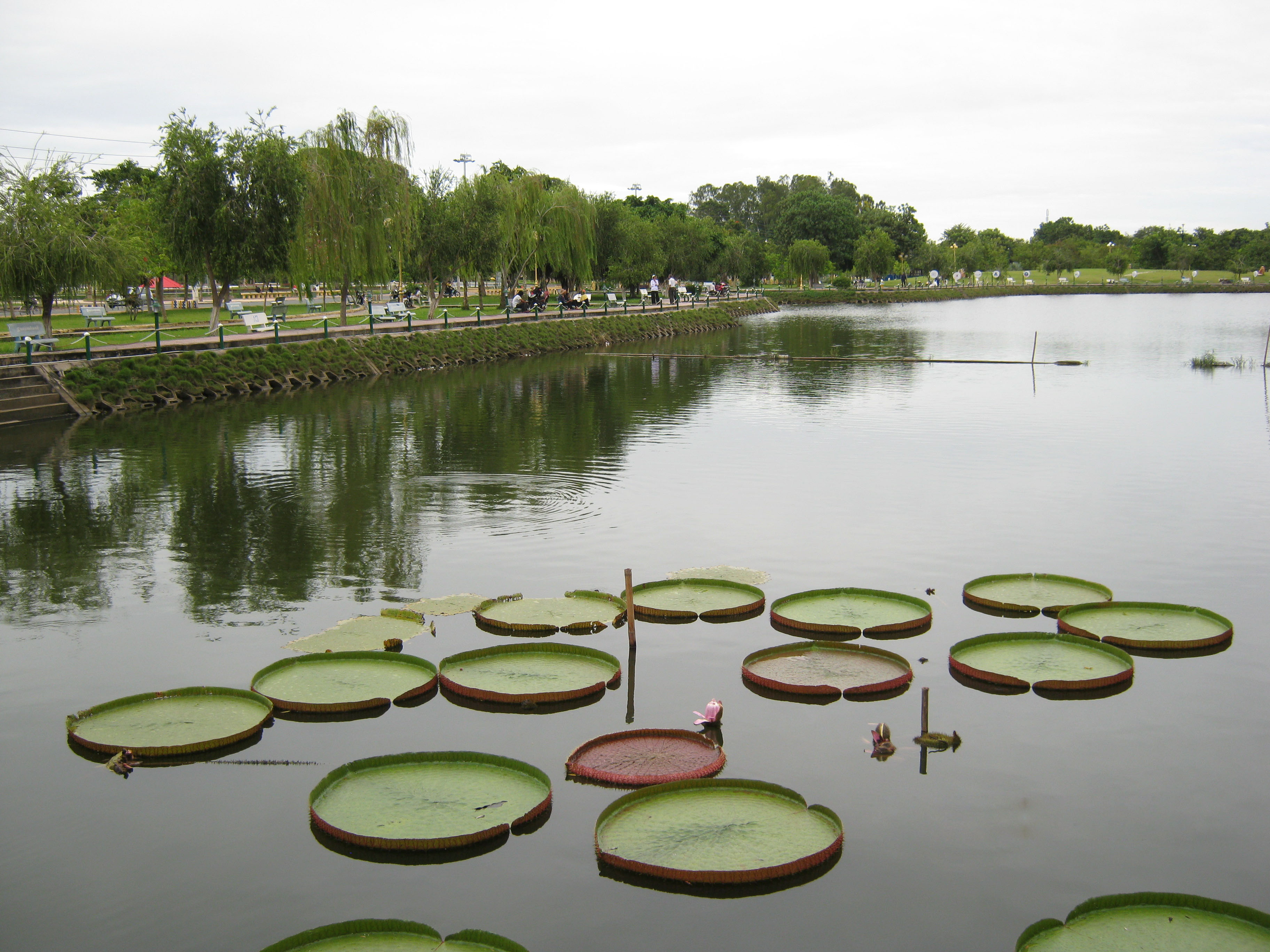
Vue du bassin du parc de la Littérature

Le temple de la Littérature de Cao Lãnh est un temple confucéen situé à Cao Lãnh au Viêt Nam, dans la province de Đồng Tháp. Il a été fondé en 1857 et construit à son emplacement actuel en 1878. Il a été restauré en 1940.
Il servait à la préparation aux concours des mandarins locaux et aux cérémonies en l'honneur de la Grande puissance (Confucius) et à l'apprentissage du confucianisme. Une statue de Confucius se trouvait sur l'autel entouré de ses quatre fidèles disciples dont Mencius. En 1951, la région étant occupée par le Viêt Minh, le temple a été désaffecté. Il est transformé en bibliothèque publique en 1975.
Le temple est restauré en 2011 et inscrit au patrimoine culturel local. Il se trouve au milieu d'un parc de quatre hectares agrémenté d'un grand bassin de nénuphars.